# Patrick Doyle
Patrick Doyle (ur. 6 kwietnia 1953 w Uddingston) – brytyjski kompozytor muzyki filmowej.

## Życiorys

### Młodość i wykształcenie
Patrick Doyle urodził się 6 kwietnia 1953 w Uddingston, małym mieście niedaleko Glasgow w Szkocji. W dzieciństwie i latach młodzieńczych grał na fortepianie, skrzypcach, śpiewał, był także kościelnym organistą.
Studia kompozytorskie podjął w Konserwatorium Szkockim (The Royal Scottish Academy of Music and Drama) w Glasgow, w klasach fortepianu oraz śpiewu. Grał także na tubie w szkolnej orkiestrze. Studia ukończył w roku 1974.
Doyle od lat młodzieńczych interesował się teatrem. Po studiach pracował w Citizens Theatre w Glasgow jako kierownik muzyczny oraz aktor. W 1978 r. skomponował swoją pierwszą muzyczną ilustrację do spektaklu Glasvegas na festiwalu w Edynburgu. Nauczał także gry na fortepianie. W kolejnych latach działał głównie w teatrze, a poza tym w radiu i w telewizji jako aktor (grał w kilku serialach (m.in. w No. 73 oraz epizodyczne role w filmach (m.in. Rydwany ognia), kompozytor i kierownik muzyczny.

### Kariera kompozytorska
Przełomem w kompozytorskiej karierze Doyle’a było dołączenie do założonego przez aktora Kennetha Branagha i Davida Parfitta towarzystwa Renaissance Theatre Company. Był kompozytorem i dyrektorem muzycznym spektakli współpracując przy adaptacjach sztuk Shakespeare’a reżyserowanych przez Kennetha Branagha, Dereka Jacobiego, Geraldine McEwan i Judi Dench. Dzięki pracy w stowarzyszeniu otrzymał zlecenia skomponowania muzyki do dwóch filmów telewizyjnych w 1988 i 1989 roku.
Debiutem kinowym Doyle’a była muzyka do filmu debiutującego jako reżyser Kennetha Branagha Henryk V w 1989 r. Za główny temat z filmu, Non Nobis Domine (którego fragment w filmie Doyle zaśpiewał osobiście grając dworzanina), kompozytor otrzymał nominację do Ivor Novello Award. Sama kompozycja przyniosła mu większy rozgłos w przemyśle filmowym. W kolejnych latach Doyle nadal współpracował z Branaghem, jak dotąd komponując muzykę do dwunastu jego filmów m.in.: Wiele hałasu o nic, Frankenstein, Hamlet, Thor.
W 1990 r. Doyle napisał cykl pieśni The Thistle and The Rose na chór, wykonanych z okazji 90. rocznicy urodzin brytyjskiej Królowej Matki. W późniejszych latach także pisał utwory koncertowe, jak np. koncert skrzypcowy Corarsik (z okazji urodzin Emmy Thompson w 2010 r.), poemat Tam O’Shanter, cykl utworów Impressions of America wydanych w 2013 r.
W 1992 r. Doyle otrzymał swoją pierwszą nominację do Złotego Globu za muzykę do filmu Umrzeć powtórnie. Również w roku 1992 przy filmie Indochiny rozpoczął długoletnią współpracę z francuskim reżyserem Régisem Wargnierem komponując jak dotąd muzykę do sześciu filmów reżysera. Inni znani reżyserowie z którymi Doyle współpracował to Brian De Palma (Życie Carlita – 1993), Alfonso Cuaròn (Mała księżniczka – 1995 i Wielkie nadzieje – 1998), Ang Lee (Rozważna i romantyczna – 1995), Chen Kaige (Urok mordercy – 2002), Mike Newell (Na zachód – 1992, Donnie Brasco – 1997, Harry Potter i Czara Ognia – 2005) i Robert Altman (Gosford Park – 2001).
W 1996 r. za muzykę do filmu Rozważna i romantyczna Doyle został nominowany do Oscara, Złotego Globu oraz nagrody BAFTA. Rok później otrzymał nominację do Oscara za muzykę do filmu Hamlet. W swojej karierze otrzymał także dwie nominację do nagrody Cezar, za muzykę do filmów Indochiny (1992) i Wschód - Zachód (1999).
Po roku 2000 skomponował muzykę do kilku kasowych produkcji z Hollywood, m.in. do filmów: Niania (2005), Harry Potter i Czara Ognia (2005), Eragon (2006), Thor (2011), Geneza planety małp (2011) i animacji studia Pixar Merida Waleczna (2012).
Jak dotąd Patrick Doyle skomponował muzykę do ponad 40 filmów kinowych.

## Życie prywatne
Patrick Doyle poślubił Lesley Doyle. Mają razem czwórkę dzieci. Jedna z jego córek – Abigail wykonywała partie wokalne w wielu jego ścieżkach muzycznych (m.in. Mała księżniczka, Gosford Park, Harry Potter i Czara Ognia, Jig. W podskoku). Syn Patrick Neil Doyle także jest kompozytorem filmowym.
W 1997 r. u Doyle’a wykryto białaczkę. Kompozytor jednak w ciągu roku pokonał chorobę i powrócił do pracy. W październiku 2007 w Royal Albert Hall, jego muzyka została zaprezentowana na koncercie na rzecz fundacji Leukemia Research Found, walczącej z tą chorobą.

## Filmografia

### Filmy kinowe
| Rok  | Tytuł                                                            | Reżyser                      | Wydanie płytowe                               |
| ---- | ---------------------------------------------------------------- | ---------------------------- | --------------------------------------------- |
| 1988 | Wieczór Trzech Króli (Twelfth Night, or What You Will) (film TV) | Paul Kafno Kenneth Branagh   |                                               |
| 1989 | Miłość i gniew (Look Back in Anger) (film TV)                    | Judi Dench                   |                                               |
| 1989 | Henryk V (Henry V)                                               | Kenneth Branagh              | EMI Records (1989)                            |
| 1990 | Shipwrecked (Haakon Haakonsen)                                   | Nils Gaup                    | Walt Disney Records (1990)                    |
| 1991 | Umrzeć powtórnie (Dead Again)                                    | Kenneth Branagh              | Varèse Sarabande (1991)                       |
| 1992 | Na zachód (Into the West)                                        | Mike Newell                  | Varèse Sarabande (1992)                       |
| 1992 | Indochiny (Indochine)                                            | Régis Wargnier               | Varèse Sarabande (1992)                       |
| 1993 | Wiele hałasu o nic (Much Ado About Nothing)                      | Kenneth Branagh              | Epic Records (1993)                           |
| 1993 | Sprzedawca śmierci (Needful Things)                              | Fraser Clarke Heston         | Varèse Sarabande (1993)                       |
| 1993 | Życie Carlita (Carlito’s Way)                                    | Brian De Palma               | Varèse Sarabande (1993)                       |
| 1994 | Ucieczka do Edenu (Exit to Eden)                                 | Garry Marshall               | Varèse Sarabande (1994)                       |
| 1994 | Frankenstein (Mary Shelley’s Frankenstein)                       | Kenneth Branagh              | Epic Soundtrax (1995)                         |
| 1995 | Francuzka (Une femme francaise)                                  | Régis Wargnier               | WEA Records (1995)                            |
| 1995 | Mała księżniczka (A Little Princess )                            | Alfonso Cuarón               | Varèse Sarabande (1995)                       |
| 1995 | Rozważna i romantyczna (Sense and Sensibility)                   | Ang Lee                      | Sony Classical (1995)                         |
| 1996 | Pani Winterbourne (Mrs. Winterbourne)                            | Richard Benjamin             | Varèse Sarabande (1996)                       |
| 1996 | Hamlet                                                           | Kenneth Branagh              | Sony Classical (1996)                         |
| 1997 | Donnie Brasco                                                    | Mike Newell                  | Varèse Sarabande (1997)                       |
| 1998 | Wielkie nadzieje (Great Expectations)                            | Alfonso Cuarón               | Atlantic Records (1997)                       |
| 1998 | Magiczny miecz – Legenda Camelotu (Quest for Camelot)            | Frederick DuChau             | Atlantic Records (1998) (2 utwory P. Doyle’a) |
| 1999 | Wschód - Zachód (Est – Ouest)                                    | Régis Wargnier               | Sony Classical (1999)                         |
| 2000 | Stracone zachody miłości (Love’s Labour’s Lost)                  | Kenneth Branagh              | Sony Classical (2000)                         |
| 2001 | Dwa w jednym (Blow Dry)                                          | Paddy Breathnach             |                                               |
| 2001 | Dziennik Bridget Jones (Bridget Jones' Diary)                    | Sharon Maguire               | Mercury (2001) (1 utwór P. Doyle’a)           |
| 2001 | Gosford Park                                                     | Robert Altman                | Decca Records (2002)                          |
| 2002 | Urok mordercy (Killing Me Softly)                                | Chen Kaige                   | Quartet Records (2011)                        |
| 2003 | Tajemnica Galindeza (The Galindez File)                          | Gerardo Herrero              |                                               |
| 2003 | Dziewczyny z kalendarza (Calendar Girls)                         | Nigel Cole                   | Hollywood Records (2003)                      |
| 2003 | Wakacje Waltera (Secondhand Lions)                               | Tim McCanlies                | New Line Records (2003)                       |
| 2004 | Wiek namiętności (Nouvelle France)                               | Jean Boudin                  | Sony Music Canada (2004)                      |
| 2005 | Człowiek człowiekowi (Man to Man)                                | Régis Wagnier                | MovieScore Media (2011)                       |
| 2005 | Burzliwy czas (Wah-Wah)                                          | Richard E. Grant             | Varèse Sarabande (2006)                       |
| 2005 | Niania (Nanny McPhee)                                            | Kirk Jones                   | Varèse Sarabande (2005)                       |
| 2005 | Harry Potter i Czara Ognia (Harry Potter and the Goblet of Fire) | Mike Newell                  | Warner Sunset/Warner Bros. (2005)             |
| 2006 | Eragon                                                           | Stefan Fangmeier             | RCA Records (2006)                            |
| 2006 | Jak wam się podoba (As You Like It)                              | Kenneth Branagh              | Varèse Sarabande (2006)                       |
| 2006 | Jekyll + Hyde (Urban Chillers: Jekyll & Hyde) (film wideo)       | Nick Stillwell               |                                               |
| 2007 | Jedź i długo nie wracaj (Pars Vite et Reviens Tard)              | Régis Wargnier               | Varèse Sarabande (2007)                       |
| 2007 | Ostatni legion (The Last Legion)                                 | Doug Lefler                  | Varèse Sarabande (2007)                       |
| 2007 | Pojedynek (Sleuth)                                               | Kenneth Branagh              | Varèse Sarabande (2007)                       |
| 2008 | Wyspa Nim (Nim’s Island)                                         | Jennifer Flackett Mark Levin | Varèse Sarabande (2008)                       |
| 2008 | Igor                                                             | Tony Leondis                 | Varèse Sarabande (2008)                       |
| 2010 | Główna ulica (Main Street)                                       | John Doyle                   |                                               |
| 2011 | La ligne droite                                                  | Régis Wargnier               | Varèse Sarabande (2011)                       |
| 2011 | Thor                                                             | Kenneth Branagh              | Varèse Sarabande (2011)                       |
| 2011 | Jig. W podskoku (Jig) (dokumentalny)                             | Sue Bourne                   | Varèse Sarabande (2011)                       |
| 2011 | Geneza planety małp (Rise of the Planet of the Apes)             | Rupert Wyatt                 | Varèse Sarabande (2011)                       |
| 2012 | Sir Billi                                                        | Sascha Hartmann              |                                               |
| 2012 | Merida Waleczna (Brave)                                          | Mark Andrews                 | Walt Disney Records (2012)                    |
| 2014 | Jack Ryan: Teoria chaosu (Jack Ryan: Shadow Recruit)             | Kenneth Branagh              | Varèse Sarabande (2014)                       |
| 2015 | Kopciuszek (Cinderella)                                          | Kenneth Branagh              | Walt Disney Records (2015)                    |
| 2016 | Whisky Galore                                                    | Gillies MacKinnon            | Air-Edel Records (2017)                       |
| 2016 | A United Kingdom                                                 | Amma Asante                  | Varèse Sarabande (2017)                       |
| 2017 | Emotki. Film (The Emoji Movie)                                   | Tony Leondis                 | Sony Classical (2017)                         |
| 2017 | Morderstwo w Orient Expressie (Murder on the Orient Express)     | Kenneth Branagh              |                                               |

## Inne kompozycje

### Kompozycje koncertowe
- Cykl pieśni The Thistle and The Rose (1990)
- Koncert skrzypcowy Corarsik (2010)
- Poemat Tam O’Shanter
- Cykl utworów Impressions of America (wydanie płytowe: Varèse Sarabande – 2013)

### Kompozycje do gier
- Puppeteer (Sony Computer Entertainment) (2013)

### Kompozycje teatralne
- Henry V (Renaissance Theatre Company)
- Macbeth (Renaissance Theatre Company)
- Look Back In Anger (Renaissance Theatre Company)
- As You Like It (Renaissance Theatre Company)
- Twelfth Night (Renaissance Theatre Company)
- Hamlet (Renaissance Theatre Company)
- The Winter’s Tale (Kenneth Branagh Theatre Company)
- Romeo & Juliet (Kenneth Branagh Theatre Company)
- The Entertainer (Kenneth Branagh Theatre Company)

### Inne
- Album Impressions of America (Varese Sarabande, 2013)
- Album The Music of Patrick Doyle: Solo Piano (Varese Sarabande, 2015)

## Nagrody i wyróżnienia
| Nagroda                                                             | Rok  | Kategoria                                                           | Wyróżnienie za film: | Nominacja / Wygrana |
| ------------------------------------------------------------------- | ---- | ------------------------------------------------------------------- | --- | ------------------- |
| Nagroda Akademii Filmowej (Oscar)                                   | 1996 | Najlepsza muzyka                                                    | Rozważna i romantyczna | Nominacja           |
| Nagroda Akademii Filmowej (Oscar)                                   | 1997 | Najlepsza muzyka                                                    | Hamlet | Nominacja           |
| Złote Globy                                                         | 1992 | Najlepsza muzyka                                                    | Umrzeć powtórnie | Nominacja           |
| Złote Globy                                                         | 1996 | Najlepsza muzyka                                                    | Rozważna i romantyczna | Nominacja           |
| Nagroda Brytyjskiej Akademii Filmowej (BAFTA)                       | 1996 | Najlepsza muzyka                                                    | Rozważna i romantyczna | Nominacja           |
| Nagroda Francuskiej Akademii Sztuki i Techniki Filmowej (Cezary)    | 1993 | Najlepsza muzyka                                                    | Indochiny | Nominacja           |
| Nagroda Francuskiej Akademii Sztuki i Techniki Filmowej (Cezary)    | 2000 | Najlepsza muzyka                                                    | Wschód - Zachód | Nominacja           |
| Nagroda Annie                                                       | 2013 | Najlepsza muzyka do animacji                                        | Merida Waleczna | Nominacja           |
| Nagroda Światowej Akademii Muzyki Filmowej (WSA)                    | 2001 | Muzyka filmowa roku nie wydana na albumie                           | Dziennik Bridget Jones | Wygrana             |
| Nagroda Światowej Akademii Muzyki Filmowej (WSA)                    | 2002 | Kompozytor roku                                                     | Gosford Park | Wygrana             |
| Nagroda Światowej Akademii Muzyki Filmowej (WSA)                    | 2006 | Najlepsza oryginalna piosenka napisana specjalnie na potrzeby filmu | Harry Potter i Czara Ognia (wraz z Jarvisem Cockerem, Jonnym Greenwoodem, Philem Selwayem, Steve’em Mackeyem, Steve’em Claydonem, Jasonem Buckle’em) za piosenkę Magic Works | Nominacja           |
| Nagroda Światowej Akademii Muzyki Filmowej (WSA)                    | 2011 | Kompozytor roku                                                     | La ligne droite, Thor, Jig. W podskoku | Nominacja           |
| Nagroda Światowej Akademii Muzyki Filmowej (WSA)                    | 2015 | Muzyka filmowa roku                                                 | Kopciuszek | Nominacja           |
| Nagroda Światowej Akademii Muzyki Filmowej (WSA)                    | 2015 | Nagroda za całokształt twórczości                                   | – | Wygrana             |
| Nagroda Satelita                                                    | 1997 | Najlepsza muzyka                                                    | Hamlet | Nominacja           |
| Nagroda Akademii Filmów Science-Fiction, Horror i Fantasy (Saturn)  | 1995 | Najlepsza muzyka                                                    | Frankenstein | Nominacja           |
| Nagroda Akademii Filmów Science-Fiction, Horror i Fantasy (Saturn)  | 2006 | Najlepsza muzyka                                                    | Harry Potter i Czara Ognia | Nominacja           |
| Nagrody Amerykańskiego Instytutu Filmowego (AFI)                    | 2002 | Kompozytor roku                                                     | Gosford Park | Nominacja           |
| Nagrody Kanadyjskiej Akademii Filmowej i Telewizyjnej (Genie Award) | 2005 | Najlepsza piosenka                                                  | Wiek namiętności (wraz z Lukiem Plamondonem) za piosenkę Ma Nouvelle France                                                                                                  | Nominacja           |

### Pozostałe wyróżnienia

#### Nagroda Stowarzyszenia Krytyków Filmowych z Los Angeles (LAFCA)
- 1995 – Wygrana – Najlepsza muzyka – za muzykę do filmu Mała księżniczka

#### Nagroda Hollywood Music in Media (HMMA)
- 2015 – Nominacja – Najlepsza muzyka do filmu science-fiction / fantasy – za muzykę do filmu Kopciuszek

#### Nagroda Ivor Novello
- 1989 – Wygrana – najlepszy temat filmowy – za utwór Non Nobis Domine z filmu Henryk V

#### Nagroda ASCAP Film and Television Music Awards
- 2006 – Harry Potter i Czara Ognia
- 2012 – Thor
- 2012 – Geneza planety małp
- 2013 – Merida Waleczna
- 2013 – Nagroda specjalna im. Henry’ego Manciniego